# Zafrona isomella
Zafrona isomella is een slakkensoort uit de familie van de Columbellidae. De wetenschappelijke naam van de soort is voor het eerst geldig gepubliceerd in 1840 door Duclos.

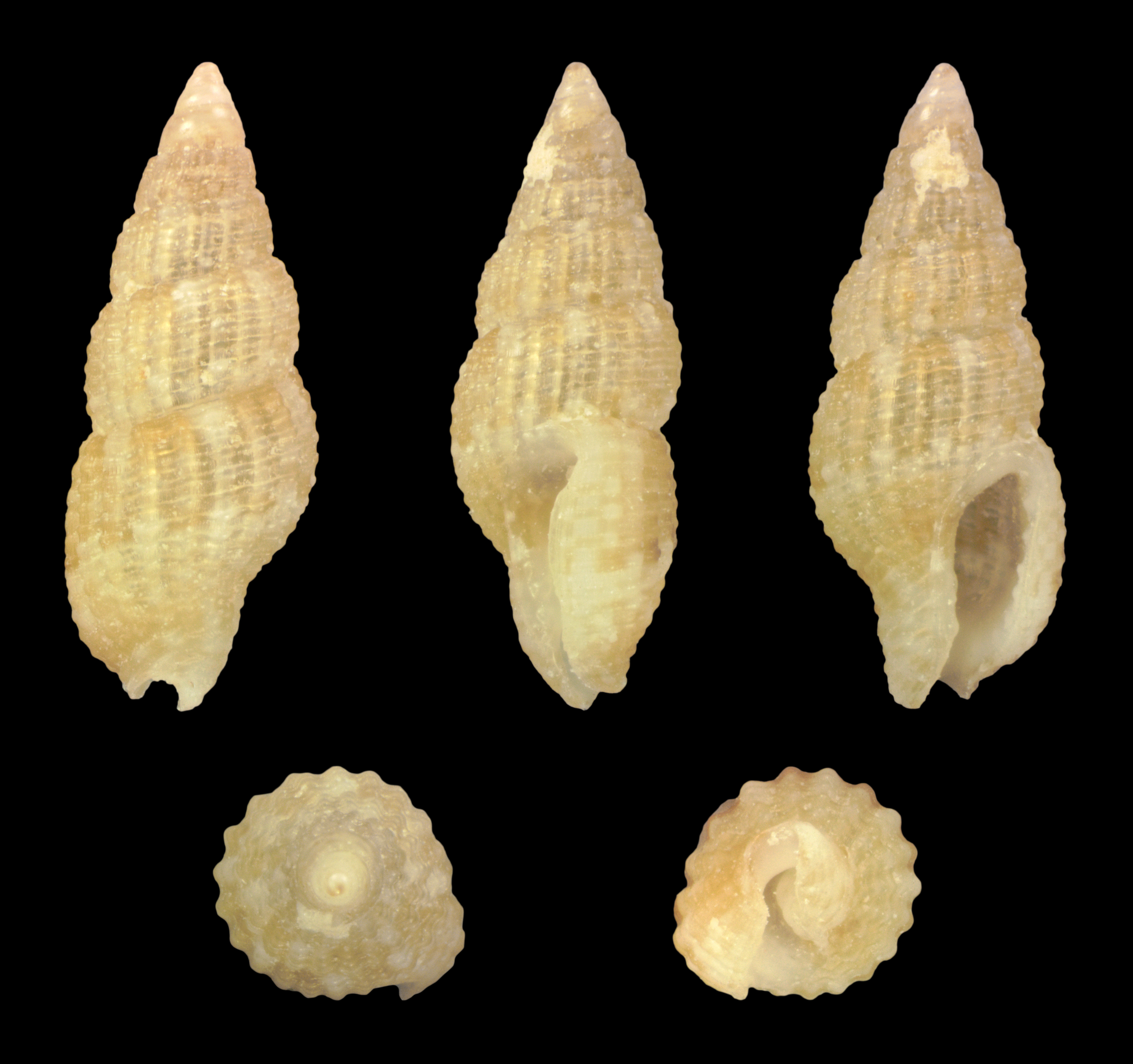
Zafrona isomella nebulosa